# Choszcze
Choszcze (prononciation : [ˈxɔʂt͡ʂɛ]) est un village polonais de la gmina de Mrozy dans le powiat de Mińsk de la voïvodie de Mazovie dans le centre-est de la Pologne.
Il se situe à environ 6 kilomètres à l'est de Mrozy (siège de la gmina), 22 kilomètres à l'est de Mińsk Mazowiecki (siège du powiat) et à 61 kilomètres à l'est de Varsovie (capitale de la Pologne).
Le village compte approximativement une population de 65 habitants en 2013.

## Histoire
De 1975 à 1998, le village appartenait administrativement à la voïvodie de Siedlce.